# Egor Popov
Egor Popov (* 6. Februar 1913 in Kiew; † 19. April 2001 in Berkeley, Kalifornien) war ein US-amerikanischer Bauingenieur.
Popov kam nach den Revolutionswirren in Russland mit seiner Familie über die Mandschurei in die USA und studierte an der University of California, Berkeley, Bauingenieurwesen mit dem Bachelor-Abschluss, am Massachusetts Institute of Technology mit dem Master-Abschluss und er wurde 1946 an der Stanford University promoviert. Er war Professor in Berkeley, wo er der Abteilung Konstruktiver Ingenieurbau und Strukturmechanik (Structural Mechanics) vorstand. 1983 wurde er emeritiert.
Er entwickelte Verfahren im Stahlbau zum Beispiel für Erdbebensicheres Bauen (Steel Moment Resisting Frame), untersuchte für die NASA Beul-Probleme, war am Testen von Pipelines für die Trans-Alaska-Pipeline beteiligt und an der San Francisco-Oakland Bay Brücke.
1989 erhielt er die Von-Karman-Medaille, 1981 die Nathan M. Newmark Medal, er erhielt die Berkeley Citation und war Fellow der National Academy of Engineering.

## Schriften
- Introduction to Mechanics of Solids, Prentice-Hall 1968
- Mechanics of Materials, 2. Auflage, Prentice-Hall 1976
- Engineering Mechanics of Solids, 2. Auflage, Prentice-Hall 1998